# Lista de expedições à Mir
Essa é uma lista cronológica das principais expedições para a Mir, uma estação espacial soviética e russa que operou de 1986 até 2001. Estão listadas todas as tripulações principais que fizeram missões de longa duração. Estas são chamadas de "Mir EO-n", onde n é aumentado com cada expedição.
A duração da expedição é contada da acoplagem e o desacoplamento (docking/undocking) da nave carregando o comandante da expedição anterior.

## Lista
| Mir EO-1 15 de março de 1986 - 05 de maio de 1986 26 de junho de 1986 - 16 de julho de 1986 |                       |                                                    |                                     |                                     |                         |        |
| 1                                                                                           |                       | Leonid Kizim Vladimir Solovyov                     | Soyuz T-15 13 de março de 1986      | Soyuz T-15 17 de julho de 1986      | 19d 13h 23m 50d 22h 33m | [ 1 ]  |
| estação desabitada (6 meses e 22 dias)                                                      |                       |                                                    |                                     |                                     |                         |        |
| Mir EO-2 07 de fevereiro de 1987 - 29 de dezembro de 1987                                   |                       |                                                    |                                     |                                     |                         |        |
| 2                                                                                           |                       | Aleksandr Laveykin                                 | Soyuz TM-2 5 de fevereiro de 1987   | Soyuz TM-2 20 de julho de 1987      | 171d 21h 16m            | [ 2 ]  |
| 2                                                                                           | Yuri Romanenko        | Soyuz TM-3 29 de dezembro de 1987                  | Soyuz TM-2 5 de fevereiro de 1987   | 324d 6h 30m                         |                         | [ 2 ]  |
| 2                                                                                           | Aleksandr Aleksandrov | Soyuz TM-3 29 de dezembro de 1987                  | Soyuz TM-3 22 de junho de 1987      | 158d 2h 26m                         |                         | [ 2 ]  |
| Mir EO-3 23 de dezembro de 1987 - 17 de junho de 1988                                       |                       |                                                    |                                     |                                     |                         |        |
| 3                                                                                           |                       | Vladimir Titov Musa Manarov                        | Soyuz TM-4 21 de dezembro de 1987   | Soyuz TM-6 21 de dezembro de 1988   | 363d 13h 41m            | [ 3 ]  |
| 3                                                                                           | Valeri Polyakov       | Soyuz TM-6 29 de agosto de 1988                    | Continuou para a expedição seguinte | Continuou para a expedição seguinte |                         | [ 3 ]  |
| Mir EO-4 28 de novembro de 1988 - 26 de abril de 1989                                       |                       |                                                    |                                     |                                     |                         |        |
| 4                                                                                           |                       | Aleksandr Volkov Sergei Krikalev                   | Soyuz TM-7 26 de novembro de 1988   | Soyuz TM-7 27 de abril de 1989      | 149d 6h 13m             | [ 4 ]  |
| 4                                                                                           | Valeri Polyakov       | Continuação da expedição anterior                  | 238d 17h 47m                        | Soyuz TM-7 27 de abril de 1989      |                         | [ 4 ]  |
| estação desabitada (4 meses e 12 dias)                                                      |                       |                                                    |                                     |                                     |                         |        |
| Mir EO-5 07 de setembro de 1989 - 19 de fevereiro de 1990                                   |                       |                                                    |                                     |                                     |                         |        |
| 5                                                                                           |                       | Alexander Viktorenko Aleksandr Serebrov            | Soyuz TM-8 5 de setembro de 1989    | Soyuz TM-8 19 de fevereiro de 1990  | 164d 2h 40m             | [ 5 ]  |
| Mir EO-6 13 de fevereiro de 1990 - 09 de agosto de 1990                                     |                       |                                                    |                                     |                                     |                         |        |
| 6                                                                                           |                       | Anatoly Solovyev Aleksandr Balandin                | Soyuz TM-9 11 de fevereiro de 1990  | Soyuz TM-9 9 de agosto de 1990      | 176d 21h 31m            | [ 6 ]  |
| Mir EO-7 03 de agosto de 1990 - 10 de dezembro de 1990                                      |                       |                                                    |                                     |                                     |                         |        |
| 7                                                                                           |                       | Gennadi Manakov Gennady Strekalov                  | Soyuz TM-10 1 de agosto de 1990     | Soyuz TM-10 10 de dezembro de 1990  | 128d 15h 2m             | [ 7 ]  |
| Mir EO-8 04 de dezembro de 1990 - 26 de maio de 1991                                        |                       |                                                    |                                     |                                     |                         |        |
| 8                                                                                           |                       | Viktor Afanasyev Musa Manarov                      | Soyuz TM-11 2 de dezembro de 1990   | Soyuz TM-11 26 de maio de 1991      | 172d 20h 18m            | [ 8 ]  |
| Mir EO-9 20 de maio de 1991 - 09 de outubro de 1991                                         |                       |                                                    |                                     |                                     |                         |        |
| 9                                                                                           |                       | Anatoli Artsebarsky                                | Soyuz TM-12 18 de maio de 1991      | Soyuz TM-12 10 de outubro de 1991   | 142d 6h 24m             | [ 9 ]  |
| 9                                                                                           | / Sergei Krikalev     | Continuou para a expedição seguinte                | Continuou para a expedição seguinte |                                     |                         | [ 9 ]  |
| Mir EO-10 04 de outubro de 1991 - 23 de março de 1992                                       |                       |                                                    |                                     |                                     |                         |        |
| 10                                                                                          |                       | / Aleksandr Volkov                                 | Soyuz TM-13 2 de outubro de 1991    | Soyuz TM-13 25 de março de 1992     | 172d 21h 50m            | [ 10 ] |
| 10                                                                                          | / Sergei Krikalev     | Continuou da expedição anterior                    | 319d 14h 58m                        | Soyuz TM-13 25 de março de 1992     |                         | [ 10 ] |
| Mir EO-11 19 de março de 1992 - 09 de agosto de 1992                                        |                       |                                                    |                                     |                                     |                         |        |
| 11                                                                                          |                       | Alexander Viktorenko Alexander Kaleri              | Soyuz TM-14 17 de março de 1992     | Soyuz TM-14 10 de agosto de 1992    | 143d 9h 13m             | [ 11 ] |
| Mir EO-12 09 de agosto de 1992 - 01 de fevereiro de 1993                                    |                       |                                                    |                                     |                                     |                         |        |
| 12                                                                                          |                       | Anatoly Solovyev Sergei Avdeyev                    | Soyuz TM-15 27 de julho de 1992     | Soyuz TM-15 1 de fevereiro de 1993  | 175d 2h 33m             | [ 12 ] |
| Mir EO-13 01 de fevereiro de 1993 - 22 de julho de 1993                                     |                       |                                                    |                                     |                                     |                         |        |
| 13                                                                                          |                       | Gennadi Manakov Aleksandr Poleshchuk               | Soyuz TM-16 24 de janeiro de 1993   | Soyuz TM-16 22 de julho de 1993     | 171d 2h 40m             | [ 13 ] |
| Mir EO-14 22 de julho de 1993 - 14 de janeiro de 1994                                       |                       |                                                    |                                     |                                     |                         |        |
| 14                                                                                          |                       | Vasili Tsibliyev Aleksandr Serebrov                | Soyuz TM-17 01 de julho de 1993     | Soyuz TM-17 14 de janeiro de 1994   | 176d 1h 36m             | [ 14 ] |
| Mir EO-15 14 de janeiro de 1994 - 09 de julho de 1994                                       |                       |                                                    |                                     |                                     |                         |        |
| 15                                                                                          |                       | Viktor Afanasyev Yuri Usachev                      | Soyuz TM-18 08 de janeiro de 1994   | Soyuz TM-18 09 de julho de 1994     | 176d 2h 35m             | [ 15 ] |
| 15                                                                                          | Valeri Polyakov       | Continuou para a expedição seguinte                | Continuou para a expedição seguinte |                                     |                         | [ 15 ] |
| Mir EO-16 09 de julho de 1994 - 04 de novembro de 1994                                      |                       |                                                    |                                     |                                     |                         |        |
| 16                                                                                          |                       | Yuri Malenchenko Talgat Musabayev                  | Soyuz TM-19 01 de julho de 1994     | Soyuz TM-19 04 de novembro de 1994  | 118d 1h 18m             | [ 16 ] |
| 16                                                                                          | Valeri Polyakov       | Continuou da expedição anterior                    | Continuou para a expedição seguinte | Continuou para a expedição seguinte |                         | [ 16 ] |
| Mir EO-17 04 de novembro de 1994 - 22 de março de 1995                                      |                       |                                                    |                                     |                                     |                         |        |
| 17                                                                                          |                       | Alexander Viktorenko Yelena Kondakova              | Soyuz TM-20 03 de outubro de 1994   | Soyuz TM-20 22 de março de 1995     | 137d 16h 11m            | [ 17 ] |
| 17                                                                                          | Valeri Polyakov       | Continuou da expedição anterior                    | 435d 12h 52m                        | Soyuz TM-20 22 de março de 1995     |                         | [ 17 ] |
| Mir EO-18 22 de março de 1995 - 04 de julho de 1995                                         |                       |                                                    |                                     |                                     |                         |        |
| 18                                                                                          |                       | Vladimir Dezhurov Gennady Strekalov Norman Thagard | Soyuz TM-21 14 de março de 1995     | STS-71 07 de julho de 1995          | 104d 10h 26m            | [ 18 ] |
| Mir EO-19 04 de julho de 1995 - 11 de setembro de 1995                                      |                       |                                                    |                                     |                                     |                         |        |
| 19                                                                                          |                       | Anatoly Solovyev Nikolai Budarin                   | STS-71 27 de junho de 1995          | Soyuz TM-21 11 de setembro de 1995  | 68d 16h 21m             | [ 19 ] |
| Mir EO-20 11 de setembro de 1995 - 29 de fevereiro de 1996                                  |                       |                                                    |                                     |                                     |                         |        |
| 20                                                                                          |                       | Yuri Gidzenko Sergei Avdeyev Thomas Reiter         | Soyuz TM-22 03 de setembro de 1995  | Soyuz TM-22 29 de fevereiro de 1996 | 161d 3h 49m             | [ 20 ] |
| Mir EO-21 29 de fevereiro de 1996 - 02 de setembro de 1996                                  |                       |                                                    |                                     |                                     |                         |        |
| 21                                                                                          |                       | Yuri Onufrienko Yuri Usachev                       | Soyuz TM-23 21 de fevereiro de 1996 | Soyuz TM-23 02 de setembro de 1996  | 185d 20h 59m            | [ 21 ] |
| 21                                                                                          | Shannon Lucid         | STS-76 22 de março de 1996                         | Continuou para a expedição seguinte | Continuou para a expedição seguinte |                         | [ 21 ] |
| Mir EO-22 02 de setembro de 1996 - 02 de março de 1997                                      |                       |                                                    |                                     |                                     |                         |        |
| 22                                                                                          |                       | Valery Korzun Alexander Kaleri                     | Soyuz TM-24 17 de agosto de 1996    | Soyuz TM-24 02 de março de 1997     | 180d 23h 4m             | [ 22 ] |
| 22                                                                                          | Shannon Lucid         | Continuou da expedição anterior                    | STS-79 26 de setembro de 1996       | 183d 22h 57m                        |                         | [ 22 ] |
| 22                                                                                          | John Blaha            | STS-79 16 de setembro de 1996                      | STS-81 22 de janeiro de 1997        | 122d 23h 2m                         |                         | [ 22 ] |
| 22                                                                                          | Jerry Linenger        | STS-81 12 de janeiro de 1997                       | Continuou para a expedição seguinte | Continuou para a expedição seguinte |                         | [ 22 ] |
| Mir EO-23 02 de março de 1997 - 14 de agosto de 1997                                        |                       |                                                    |                                     |                                     |                         |        |
| 23                                                                                          |                       | Vasili Tsibliyev Aleksandr Lazutkin                | Soyuz TM-25 10 de fevereiro de 1997 | Soyuz TM-25 14 de agosto de 1997    | 165d 5h 31m             | [ 23 ] |
| 23                                                                                          | Jerry Linenger        | Continuou da expedição anterior                    | STS-84 24 de maio de 1997           | 126d 21h 9m                         |                         | [ 23 ] |
| 23                                                                                          | / Michael Foale       | STS-84 15 de maio de 1995                          | Continuou para a expedição seguinte | Continuou para a expedição seguinte |                         | [ 23 ] |
| Mir EO-24 14 de agosto de 1997 - 19 de fevereiro de 1998                                    |                       |                                                    |                                     |                                     |                         |        |
| 24                                                                                          |                       | Anatoly Solovyev Pavel Vinogradov                  | Soyuz TM-26 05 de agosto de 1997    | Soyuz TM-26 19 de fevereiro de 1998 | 188d 20h 56m            | [ 24 ] |
| 24                                                                                          | / Michael Foale       | Continuou da expedição anterior                    | STS-86 06 de outubro de 1997        | 139d 14h 54m                        |                         | [ 24 ] |
| 24                                                                                          | David Wolf            | STS-86 26 de setembro de 1997                      | STS-89 31 de janeiro de 1998        | 123d 20h 59m                        |                         | [ 24 ] |
| 24                                                                                          | Andrew Thomas         | STS-89 23 de janeiro de 1998                       | Continuou para a expedição seguinte | Continuou para a expedição seguinte |                         | [ 24 ] |
| Mir EO-25 19 de fevereiro de 1998 - 25 de agosto de 1998                                    |                       |                                                    |                                     |                                     |                         |        |
| 25                                                                                          |                       | Talgat Musabayev Nikolai Budarin                   | Soyuz TM-27 29 e janeiro de 1998    | Soyuz TM-27 25 de agosto de 1998    | 186d 20h 12m            | [ 25 ] |
| 25                                                                                          | Andrew Thomas         | Continuou da expedição anterior                    | STS-91 12 de junho de 1998          | 134d 19h 47m                        |                         | [ 25 ] |
| Mir EO-26 25 de agosto de 1998 - 27 de fevereiro de 1999                                    |                       |                                                    |                                     |                                     |                         |        |
| 26                                                                                          |                       | Gennady Padalka                                    | Soyuz TM-28 13 de agosto de 1998    | Soyuz TM-28 28 de fevereiro de 1999 | 186d 20h 50m            | [ 26 ] |
| 26                                                                                          | Sergei Avdeyev        | Continuou para a expedição seguinte                | Continuou para a expedição seguinte |                                     |                         | [ 26 ] |
| Mir EO-27 27 de fevereiro de 1999 - 27 de agosto de 1999                                    |                       |                                                    |                                     |                                     |                         |        |
| 27                                                                                          |                       | Viktor Afanasyev Jean-Pierre Haigneré              | Soyuz TM-29 20 de fevereiro de 1999 | Soyuz TM-29 28 de agosto de 1999    | 180d 22h 21m            | [ 27 ] |
| 27                                                                                          | Sergei Avdeyev        | Continuação da expedição anterior                  | 377d 10h 20m                        | Soyuz TM-29 28 de agosto de 1999    |                         | [ 27 ] |
| estação desabitada (7 meses e 10 dias)                                                      |                       |                                                    |                                     |                                     |                         |        |
| Mir EO-28 06 de abril de 2000 - 15 de junho de 2000                                         |                       |                                                    |                                     |                                     |                         |        |
| 28                                                                                          |                       | Sergei Zalyotin Alexander Kaleri                   | Soyuz TM-30 04 de abril de 2000     | Soyuz TM-30 16 de junho de 2000     | 70d 14h 53m             | [ 28 ] |

### Expedições canceladas
| #           | Tripulação                         | Data de lançamento         | Motivo do cancelamento | Ref           |
| ----------- | ---------------------------------- | -------------------------- | --- | ------------- |
| Mir-29      | Salizhan Sharipov Pavel Vinogradov | 30 de novembro de 2000     | Cancelado devido problemas financeiros                                                                                          | [ 29 ]        |
| Mir-30      | Talgat Musabayev Yuri Baturin      | Fevereiro ou março de 2001 | Cancelado devido problemas financeiros                                                                                          | [ 30 ]        |
| Mir Deorbit | Gennady Padalka Nikolai Budarin    | 2001                       | Seria acionada em caso de problemas com a deórbita da Mir. Tornou-se desnecessária após o evento ocorrer de forma bem sucedida. | [ 31 ] [ 32 ] |

## Galeria

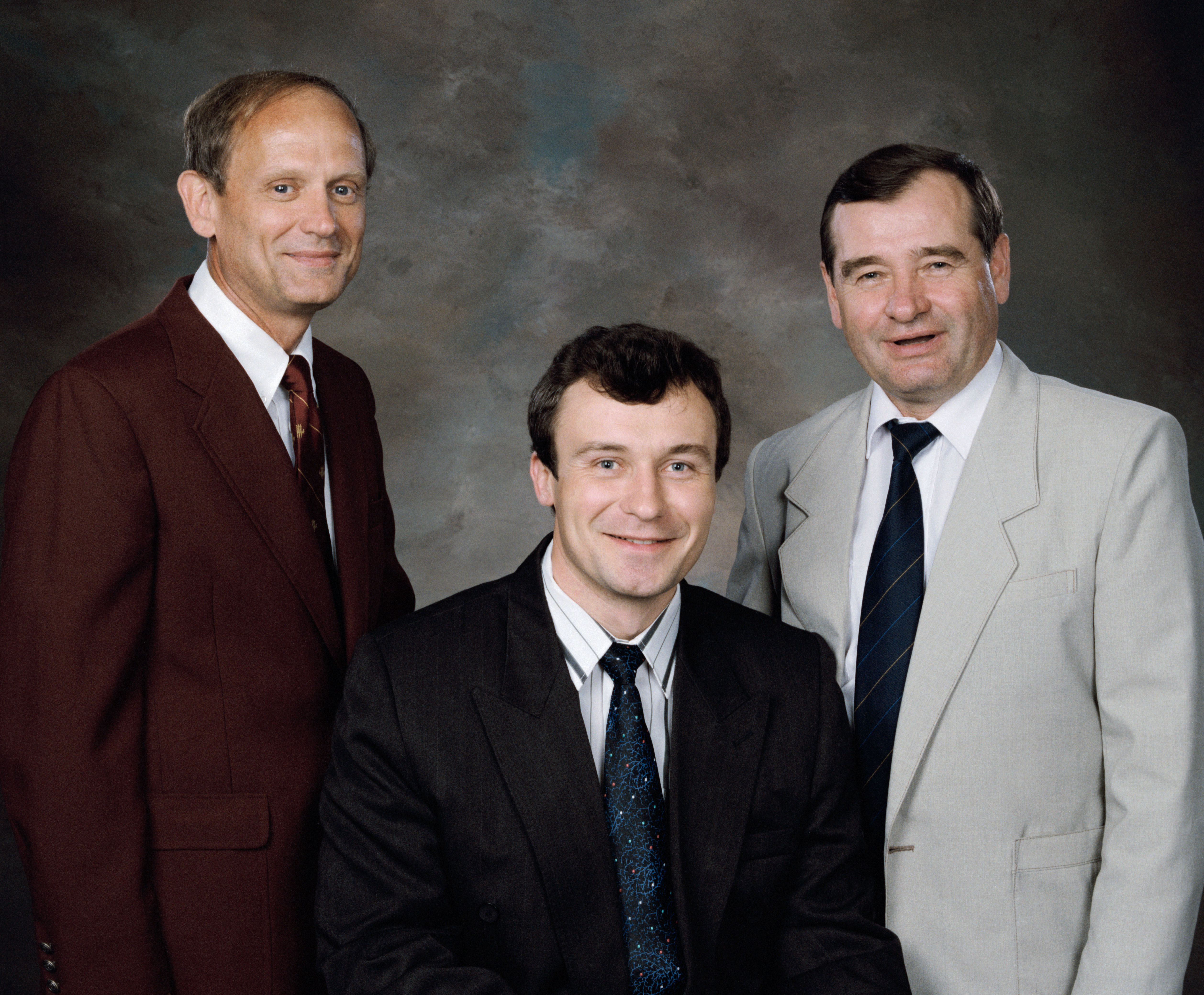
Tripulação da Mir EO-18
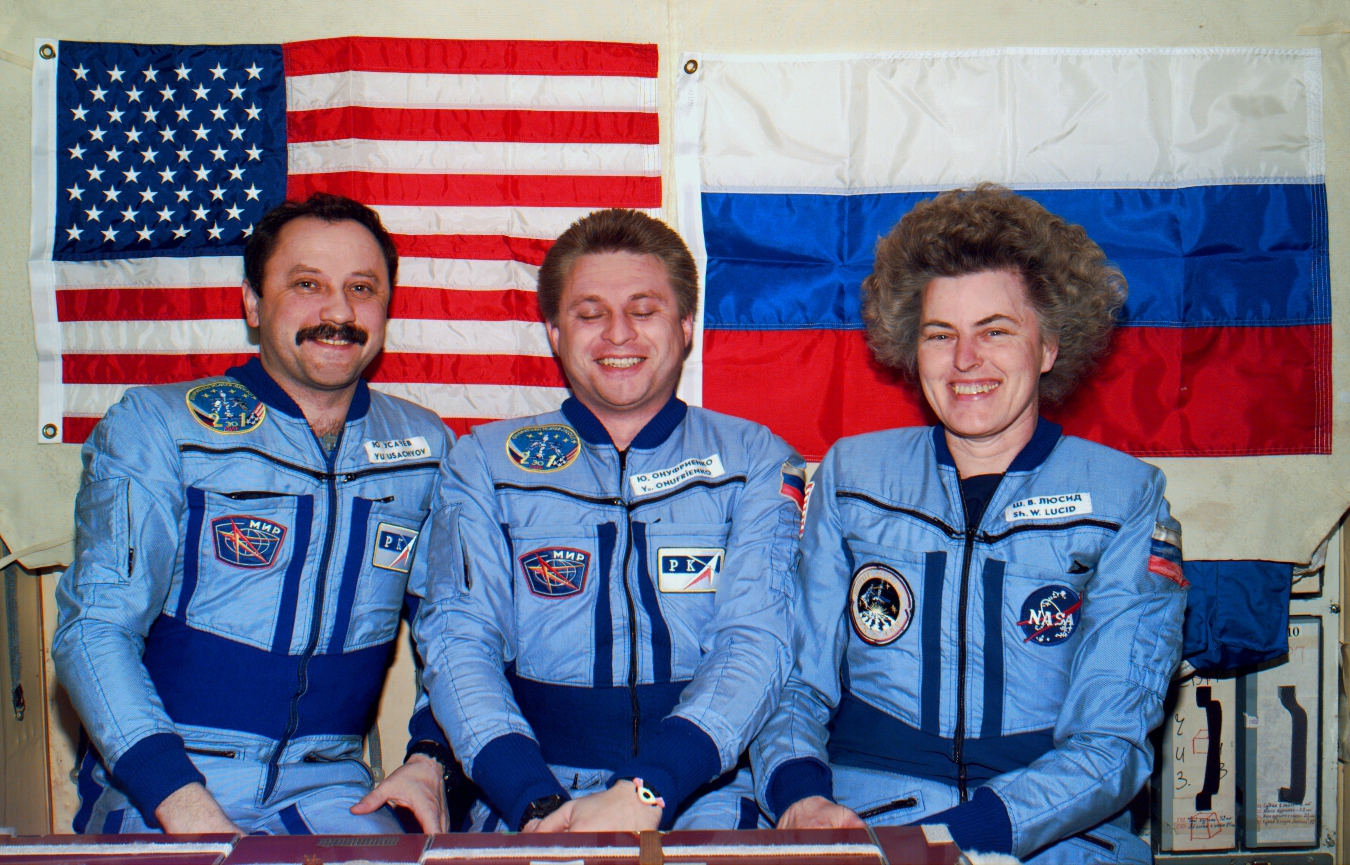
Tripulação da Mir EO-21